# Hedvig Lindahl
Rut Hedvig Lindahl (Katrineholm, el 29 d'abril de 1983) és una futbolista professional sueca que juga de porter per al Chelsea Ladies. Anteriorment va jugar a Suècia, en diferents clubs de la Damallsvenskan com el Malmö FF, el Linköpings FC, el Kristianstads DFF o el Kopparbergs/Göteborg FC. Des del seu debut internacional el 2002, Lindahl ha aconseguit més d'un centenar d'internacionalitats amb la selecció sueca. El 3 d'agost de 2014, Lindahl va jugar el seu partit número 100 amb la samarreta de la selecció contra Anglaterra. El 17 de setembre de 2015, Lindahl va jugar el seu 113è partit i va batre, d'aquesta manera, el rècord d'Elisabeth Leidinge com a portera sueca amb més internacionalitats. Ha participat en diferents competicions amb la selecció de Suècia: a l'Eurocopa, al Mundial i a les Olimpíades. Lindahl ha estat la portera femenina sueca de l'any en diverses ocasions: el 2004, el 2005, el 2009, el 2014 i el 2015. A més a més, el 2015 va guanyar el Diamantbollen. El 2016, Lindahl va ser una de les 5 candidates per al guardó Women's PFA Players' of the Year i va ser elegida a l'Equip de l'any de la WSL.

## Inicis
A l'edat de 13 anys Lindahl va decidir centrar-se en esdevenir una jugadora de futbol professional. Lindahl va començar jugant com a davantera i com a portera, però finalment va decidir centrar la seua carrera en la porteria. Lindahl, qui havia crescut al Marmorbyn, va ser seleccionada per jugar a l'equip de Sörmland. Aquest va ser un equip on es seleccionaven els millors jugadors d'una edat de Södermanland.
La carrera de Lindahl amb l'equip nacional va començar el 1998 quan, com a part de l'equip Sörmland, va participar en un Elite Girls Camp a Halmstad. Allà va ser seleccionada per a l'equip Allstar, on participaven els millors jugadors nascuts després del 1983. Cada futbolista de 15 anys va ser mesurada en una escala de cinc punts. Lindahl un cinc de cinc.

## Trajectòria
Lindahl va començar la seva carrera futbolística al Gropptorps IF, un equip de Katrineholm a Södermanland, associat a l'equip masculí. Després Lindahl jugaria amb el Torp IF, el DFK Värmbol i el Tunafors SK.

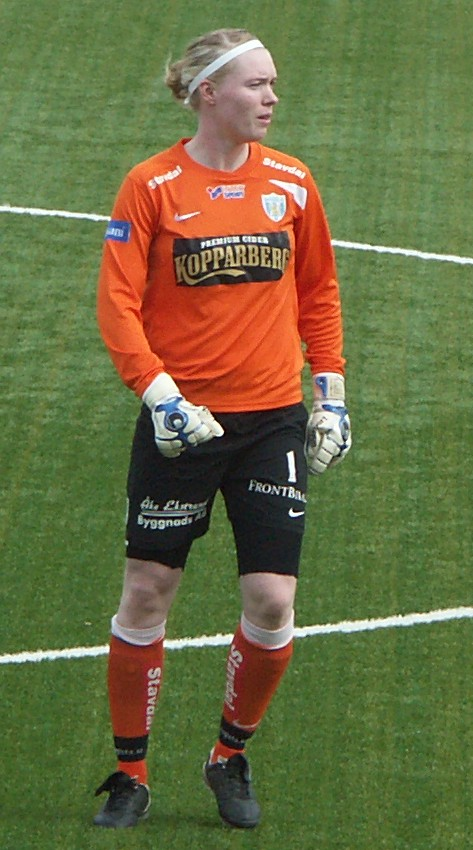
Lindahl jugant amb el Göteborg.

Va debutar a la Damallsvenskan amb el Malmö FF Dam el 2001 després de ser seleccionar per l'entrenadora del Malmö i l'equip nacional de Suècia Elisabeth Leidinge. Durant les seues tres temporades a Malmö, Lindahl va fer front a una dura competència a la porteria de l'equip nacional suec amb Caroline Jönsson. Va acabar la temporada 2003 amb una cessió a l'IF Trion, després va disputar cinc temporades amb el Linköpings FC, i el 2009 es va unir al Kopparbergs/Göteborg FC.
Tot i deixar la porteria a zero en 21 dels 43 partits durant les dues temporades amb el Göteborg, l'entrenador Torbjörn Nilsson no va renovar el contracte de Lindahl. Així, va ser traspassada a l'ambiciós projecte del Kristianstads DFF a durant la temporada 2011.
Lindahl va signar un contracte per l'equip de Londres de la FA WSL, el Chelsea Ladies el desembre del 2014. Després de quatre porteries a zero en els seus primers cinc partits, l'entrenadora del Chelsea, Emma Hayes, es va desfer en elogis cap a la seua portera i la va considerar la millor portera de la Lliga.
A la final de Copa de 2015, disputa a l'Estadi de Wembley per primer cop, Lindahl va aconseguir l'objectiu amb la victòria del Chelsea 1–0 sobre el Notts County. Aquest va ser el primer trofeu important del Chelsea. L'octubre del 2015 també ser titular en el Chelsea 4–0 Sunderland que va assegurar el primer títol de la WSL i, per tant, el doblet "de Copa i Lliga".

## Trajectòria internacional
Lindahl va formar part de l'equip nacional sub-21 el 1998 i posteriorment va progressar fins a l'equip nacional absolut femení.
Malgrat la seva posició de segona portera pel que fa a clubs, Lindahl es va guanyar la confiança de la llavors entrenadora nacional, Marika Domanski-Lyfors, la qual va dirigir a Lindahl en el seu debut amb la selecció absoluta el 2002 i també a aconseguir una medalla de plata en la copa Mundial femenina del 2003.
Lindahl haa indicat que el seu debut internacional sènior va ser el gener del 2002, amb un 5–0 contra Anglaterra a La Manga. Orgullosa del seu debut amb porteria a zero, ella ha expressat la seua irritació a diversa informació que, de vegades, confonen aquell partit amb el Suècia 6–3 contra Anglaterra en la Copa Algarve sis setmanes més tard.
Després de fitxar pel Linköpings i assegurar-se la presència amb el primer equip, Lindahl va començar a competir amb més igualtat amb Caroline Jönsson i Sofia Lundgren per la porteria de la selecció. Va ser suplent de Jönsson a les Olimpíades del 2004. Amb el temps, però, va aconseguir la titularitat i va ser la portera titular en l'Eurocopa 2005 d'Anglaterra, així, va disputar els tres partits de la fase de grups, i també pa participar en la derrota contra Noruega en les semifinals.

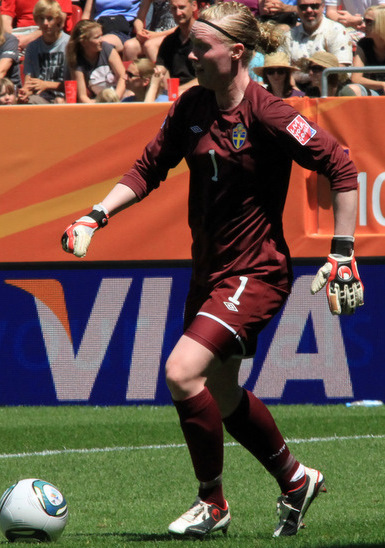
Lindahl, amb la selecció de Suècia en la Copa Mundial del 2011.

El nou entrenador de l'equip nacional, Thomas Dennerby, va mantenir Lindahl i, d'aquesta manera, va representar Suècia en el Mundial 2009 i les Olimpíades a la Xina i, també, en l'Eurocopa del 2009 a Finlàndia. També va ser la portera titular de Suècia en el Mundial del 2011 a Alemanya, on Suècia va ser tercera, i en les Olimpíades de Londres del 2012.
El setembre del 2012 Lindahl va sofrir una lesió en el lligament creuat anterior mentre jugava amb el Kristianstads. Va ser reclamada de nou per la nova entrenadora Pia Sundhage el maig del 2013, abans de l'Eurocopa del 2013 de Suècia. Durant la lesió de Lindahl, Kristin Hammarström havia ocupat la posició a la porteria de l'equip nacional, i va mantenir el seu lloc amb l'amfitriona Suècia quan va perdre 1–0 contra Alemanya en les semi-finals.
El setembre del 2014 Lindahl va patir una doble operació de maluc. Tot i que va patir dolors durant tot l'any, va jugar una de les seues millors temporades. Va escollir la cirurgia mentre va ser seleccionada per jugar en la copa Mundial del 2015 i no va voler arriscar-se a una nova lesió durant el torneig, si era seleccionar. Retardant la cirurgia també hauria portat el risc d'una substitució de maluc en el futur. Va ser seleccionada de nou per la Copa Algarve 2015.
Al Mundial del 2015, Lindahl va tornar a ser la primera opció en la porteria. En´la derrota de l'equip 4–1 contra Alemanya, en la segona ronda, va realitzar diverses intervencions de mèrit que van evitar una major derrota. El novembre del 2015, Lindahl va guanyar el Diamantbollen, el premi per a la jugadora sueca de l'any.

## Palmarès

### Club
Linköpings FC
- Svenska Cupen (2): 2006, 2008

Chelsea Ladies
- FA WSL: 2015
- FA Women's Cup: 2014–15